# Rusa IV
Risa IV – ostatni król Urartu, panujący w latach 595–585 p.n.e., syn Rusy III, świadek zburzenia stolicy Tejszebaini.
O Rusie IV naukowcy dowiedzieli się po gruntownym zbadaniu glinianej plomby, zamykającej jeden ze spichlerzy w Tejszebaini. Plomba została zerwana w momencie szturmu na twierdzę. Napis zawierał słowa „syn Rusy”, jednak dopiero w 1960 roku udało się odczytać całe imię króla – „Rusa, syn Rusy”. W ten sposób ustalono, że ostatnim królem Urartu był Rusa IV, syn Rusy III.
|  | Gliniana plomba przy pomocy sznurka opieczętowywała spichlerz. W celu uniemożliwienia fałszerstwa plomby odbijano na niej przy pomocy pieczęci cylindrycznej podpis stróża. Plomba została znaleziona w 1952 roku na wzniesieniu Karmir Blur podczas wykopalisk archeologicznych w Tejszebaini. Na zdjęciu widoczne są ślady podpisu i pieczęci. |

Za panowania Rusy IV Urartyjczycy nie kontrolowali już centralnej części państwa nad jeziorem Wan. Próbowali jedynie utrzymywać swoje wpływy na Zakaukaziu. W ostatnim dziesięcioleciu istnienia Urartu miasto Argisztihinili zostało utracone podczas walk. Erebuni opuszczono, a wszystkie kosztowności z niego przewieziono do Tejszebaini. W 585 roku p.n.e. padła ówczesna stolica – Tejszebaini.